# Polycatini
Polycatini es una tribu de insectos coleópteros curculiónidos pertenecientes a la subfamilia Entiminae. Comprende un solo género: Polycatus, Heller 1913. 

## Especies
- Polycatus aurofasciatus	Heller 1929
- Polycatus dilatisignatus
- Polycatus opulentus	Heller 1929
- Polycatus panayensis	Schultze 1918